# Ад-Духан
Ад-Духа́н (араб. الدخان — Дым) — сорок четвертая сура Корана. Сура мекканская.  Состоит из 59 аятов.

## Содержание
В начале суры речь идет о Коране и о том, что он ниспослан от Аллаха в Ночь Предопределения (Лайлату-ль-Кадр), чтобы увещевать людей, призвать их к единобожию и утвердить, что он — истина. Затем в суре говорится о воскрешении. В суре также обсуждаются доводы тех, которые отрицают воскрешение, и в ответе им показаны неубедительность этих доводов и заблуждение многобожников.

Ха. Мим. ۝ Клянусь Ясным Писанием! ۝ Мы ниспослали его в благословенную ночь, и Мы предостерегаем. ۝ В нее решаются все мудрые дела ۝ по повелению от Нас. Мы посылаем пророков и Писания ۝ по милости твоего Господа, Слышащего, Знающего, ۝ Господа небес, земли и того, что между ними, если только вы обладаете убежденностью. ۝ Нет божества, кроме Него. Он оживляет и умерщвляет. Он - ваш Господь и Господь ваших праотцев. 
—  44:1—8 (Кулиев)